# Javier López Díaz (teólogo)
Francisco Javier López Díaz (Madrid, 12 de junio de 1949) es un teólogo y sacerdote católico español, incardinado en la  Prelatura del Opus Dei. Es profesor en la Universidad Pontificia de la Santa Cruz.

## Biografía
Nacido en Madrid (1949), López Díaz inició sus estudios en la Universidad Politécnica de Madrid donde se licenció en ingeniería aeronáutica (1971), y redactó su tesis sobre la especialidad de motores (1972). En 1973 se trasladó a Roma donde estudió Teología. El 21 de agosto de 1977 fue ordenado sacerdote del Opus Dei. En 1978 obtuvo el Doctorado en Sagrada Teología por la Universidad de Navarra, habiendo escrito su tesis sobre "La identificación con Cristo según Santo Tomás".
En 1978 pasó a ser profesor del Studium Generale de la Prelatura del Opus Dei. Se especializó en el estudio de las enseñanzas de san Josemaría Escrivá, especialmente en las enseñanzas sobre la vocación y misión de los laicos. En 2005 ingresó en el claustro de profesores de la Universidad Pontificia de la Santa Cruz, donde ejerce desde entonces como profesor de Teología Espiritual y, desde 2013, catedrático de las obras de San Josemaría Escrivá.
En 2010, fue coautor con Ernst Burkhart del libro "Vida cotidiana y santidad en la enseñanza de san Josemaría. Estudio de Teología espiritual (vol. I)" (Ediciones Rialp, Madrid, 2010), que constituye la mayor y más sistemática exposición sobre san Josemaría Escrivá, quien fue definido por el Papa Juan Pablo II como el "santo de lo ordinario" por haber enseñado sobre la santificación de la vida cotidiana, profesional, familiar y social. También es autor de más de treinta artículos teológicos.

## Obras
- Burkhart, Ernst y López Díaz, Javier, Vida cotidiana y santidad en la enseñanza de san Josemaría. Estudio de Teología espiritual (vol. I), Madrid, Rialp, 2010, 1ª, 623 pp. (2ª, 2011; 3ª, 2012; 4ª, 2013).[5] Traducciones:
  - al alemán: Burkhart, Ernst y López Díaz, Javier, Alltag und Heiligkeit in der Lehre des heiligen Josefmaria: Studie zur spirituellen Theologie (Band 1), Köln, Adamas, 2015, 1ª ed. alemana, 623 pp.
  - al italiano: Burkhart, Ernst y López Díaz, Javier, Vita quotidiana e santità nell’insegnamento di San Josemaría Escrivá. Studio di teologia spirituale (Vol. 1), Città del Vaticano, Libreria Editrice Vaticana, 2017, 1ª ed. italiana, 580 pp.
  - al inglés: Burkhart, Ernst y López Díaz, Javier, Ordinary Life and Holiness in the Teaching of St. Josemaría (Vol. 1), Nueva York, Scepter, 2018, 1ª ed. estadounidense, 544 pp.

- Burkhart, Ernst y López Díaz, Javier, Vida cotidiana y santidad en la enseñanza de san Josemaría. Estudio de Teología espiritual (vol. II), Madrid, Rialp, 2011, 1ª, 527 pp. (2ª; 3ª, 2013).[6] Traducciones:
  - al alemán: Burkhart, Ernst y López Díaz, Javier, Alltag und Heiligkeit in der Lehre des heiligen Josefmaria: Studie zur spirituellen Theologie (Band 2), Köln, Adamas, 2016, 1ª ed. alemana, 533 pp.
  - al italiano: Burkhart, Ernst y López Díaz, Javier, Vita quotidiana e santità nell’insegnamento di San Josemaría Escrivá. Studio di teologia spirituale (Vol. 2), Città del Vaticano, Libreria Editrice Vaticana, 2018, 1ª ed. italiana, 482 pp.

- Burkhart, Ernst y López Díaz, Javier, Vida cotidiana y santidad en la enseñanza de san Josemaría. Estudio de Teología espiritual (vol. III), Madrid, Rialp, 2013, 1ª, 677 pp. (2ª)[7] Traducciones:
  - al alemán: Burkhart, Ernst y López Díaz, Javier, Alltag und Heiligkeit in der Lehre des heiligen Josefmaria: Studie zur spirituellen Theologie (Band 3), Köln, Adamas, 2017, 1ª ed. alemana, 675 pp.
  - al italiano: Burkhart, Ernst y López Díaz, Javier, Vita quotidiana e santità nell’insegnamento di San Josemaría Escrivá. Studio di teologia spirituale (Vol. 3), Città del Vaticano, Libreria Editrice Vaticana, 2019, 1ª ed. italiana, 664 pp.